# Untere Havel-Wasserstraße

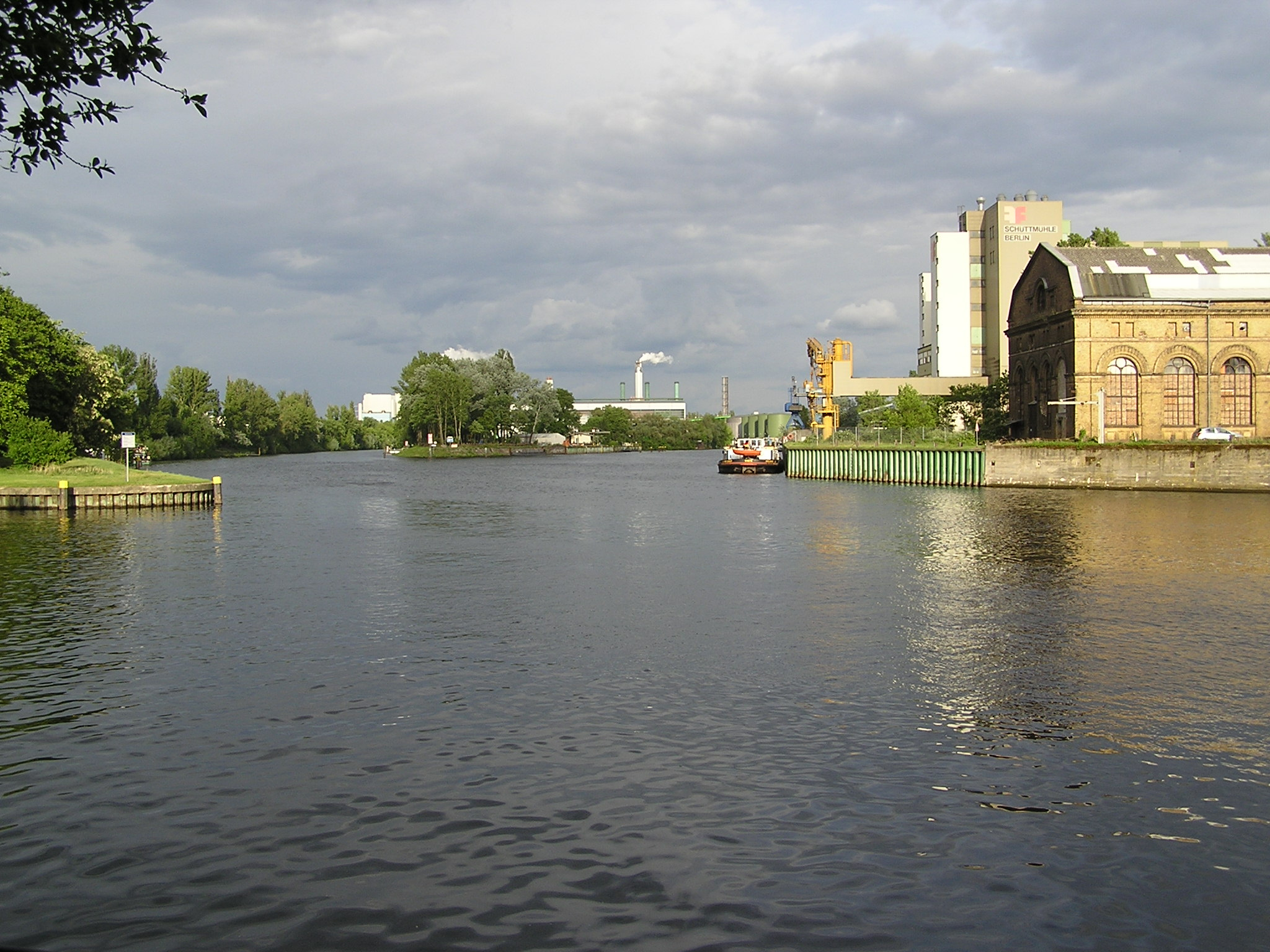
Beginn der UHW an der in die Havel (vorn, von links nach rechts fließend) einmündenden Spree (von hinten)

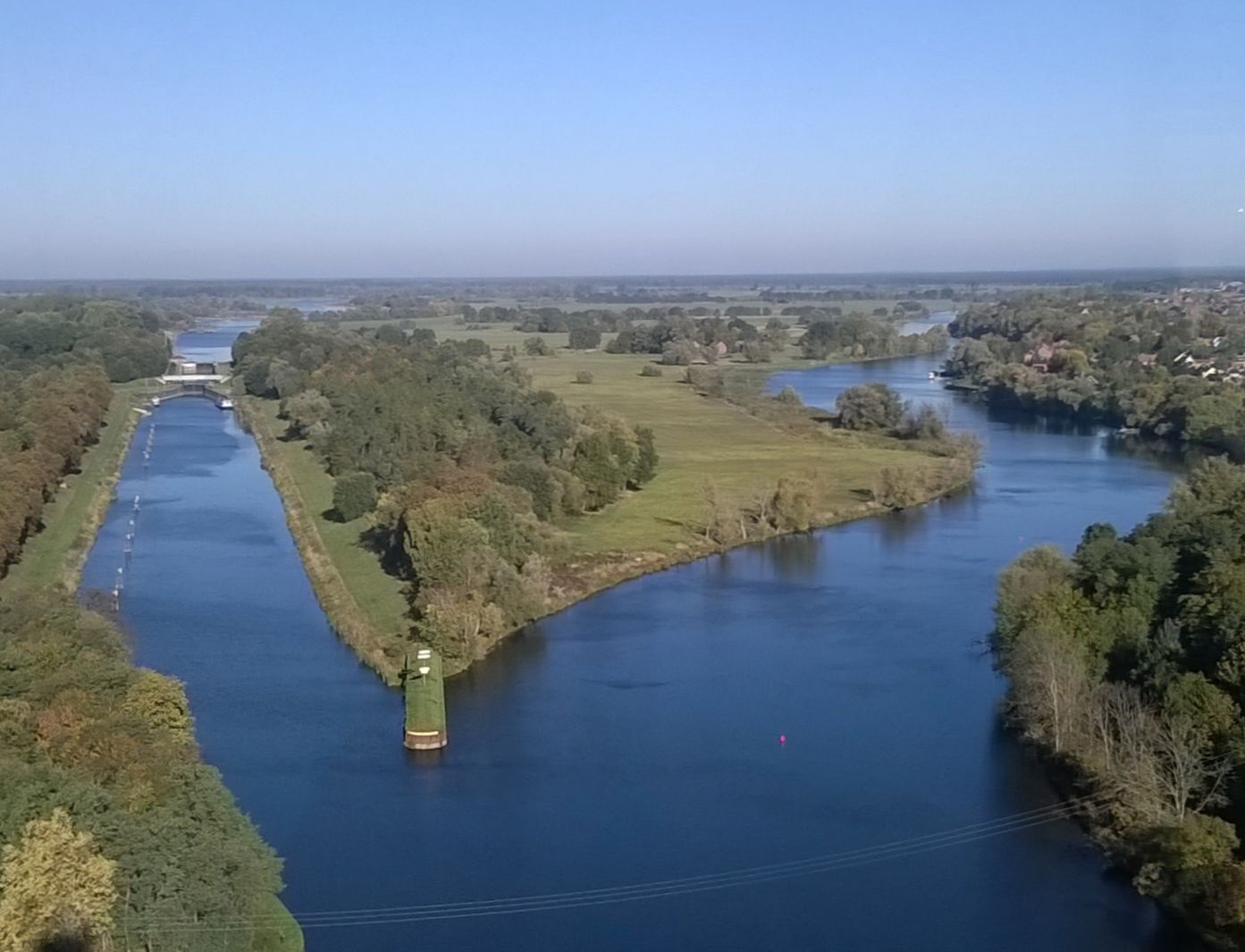
Ende der UHW beim Ende des Havelberger Schleusenkanals (links) an der Elbe (hinten), rechts zur Mündung der Havel in die Elbe

Die Untere Havel-Wasserstraße (UHW) ist eine Bundeswasserstraße in den Ländern Berlin, Brandenburg und Sachsen-Anhalt. Sie beginnt auf der Havel bei der Mündung der Spree im Berliner Ortsteil Spandau und endet an bei der Einmündung des Havelberger Schleusenkanals in die Elbe, etwa 20 km vor der Havelmündung. Sie umfasst staugeregelte Havelstrecken mit zahlreichen Durchstichen, Seen und Kanälen. Zuständig ist das Wasserstraßen- und Schifffahrtsamt Spree-Havel.

## Verlauf

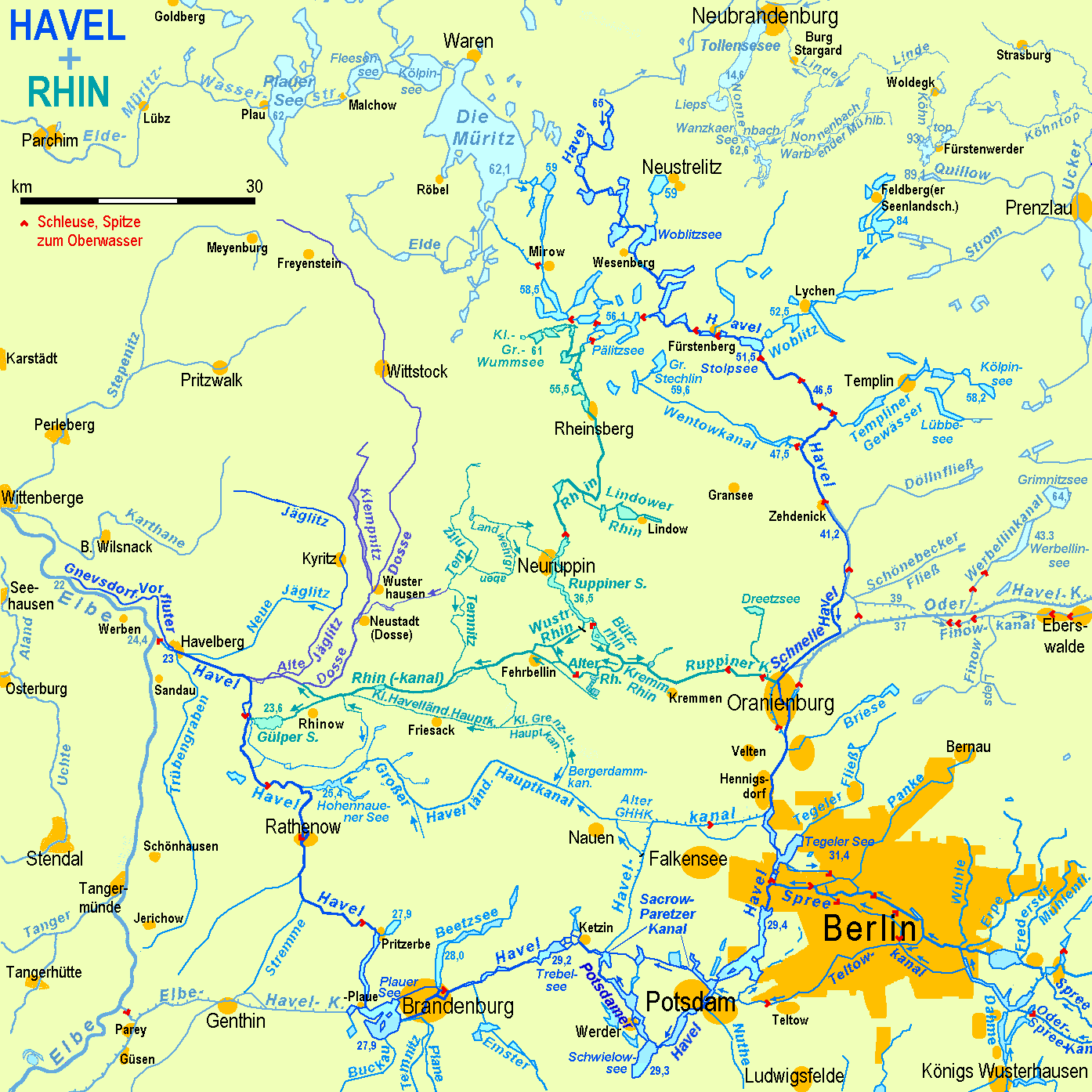
Verlauf der gesamten Havel (dunkelblau)

Die UHW folgt in ihrem ersten Abschnitt Spandau – Plaue ab der Spreemündung zunächst der Pichelsdorfer Havel mit Pichelssee, der Kladower Seenstrecke und dem Jungfernsee bis zum Anfang des Sacrow-Paretzer Kanals bei Nedlitz (20 km). Der Kanal mit Weißer See kreuzt dann den Schlänitzsee, der zur Wublitz gehört, und mündet bei Paretz in die sogenannte „Brandenburger Oberhavel“ ein (12,5 km). Nachdem sie dieser mit dem Trebelsee bis zum Anfang des Silokanals in Brandenburg an der Havel (24 km) gefolgt ist, mündet die UHW in den Quenzsee ein (5 km); nachfolgend verläuft sie weiter durch den Quenzsee und den Plauer See bis zur Plauer Brücke in Plaue (6,5 km).
In ihrem zweiten Abschnitt Plaue–Elbe entspricht die UHW dem Verlauf der Havel mit einigen seeartigen Erweiterungen. Der Abschnitt endet mit der Einmündung des Havelberger Schleusenkanals in die Elbe bei km 422,79 (80 km). Die Schleuse Havelberg ermöglicht die Überwindung des Gefälleunterschieds zwischen Elbe und Havel.
Bei einer Gesamtlänge von 148 km hat die UHW sechs Staustufen: in Brandenburg mit der Schleuse Brandenburg und der Stadtschleuse Brandenburg, in Bahnitz mit der Schleuse Bahnitz, in Rathenow mit Schleuse Rathenow und der Stadtschleuse Rathenow, in Grütz mit der Schleuse Grütz, in Garz mit der Schleuse Garz und in Havelberg mit der Schleuse Havelberg. Die Kilometrierung der Wasserstraße läuft zu Tal. Sie beginnt an der Spreemündung und endet an der Elbe.
Rechtlich gehören noch folgende Bundeswasserstraßen zur UHW:
- Großer Wannsee
- Potsdamer Havel (Jungfernsee, Tiefer See, Templiner See, Großer und Kleiner Zernsee)

mit Petziensee, Schwielowsee, Glindowsee und Wublitz
- Nedlitzer Alte Fahrt mit Lehnitzsee und Krampnitzsee
- Ketziner Havel
- Brandenburger Stadtkanal
- Beetzsee-Riewendsee-Wasserstraße
- Brandenburger Niederhavel
- Breitlingsee, Möserscher See und Plauer See
- Rathenower Havel (Rathenower Stadtkanal)
- Hohennauener Wasserstraße
- Mündungsstrecke Untere Havel

## Zulässige Schiffsgrößen
Die Untere Havel-Wasserstraße von Spandau bis Plaue hat die Wasserstraßenklasse IV mit Einschränkungen (Ausnahme: Silokanal Vb). Entsprechend der Binnenschiffahrtsstraßen-Ordnung, Kapitel 22, ist sie für den Bereich von km 20,00 (Anfang Sacrow-Paretzer Kanal) bis km 66,70 (Abzweig Elbe-Havel-Kanal) bei Nutzung des Sacrow-Paretzer Kanals und des Silokanals für Größen der Fahrzeuge und Verbände (Schubverbände und gekuppelte Fahrzeuge) von 125 m Länge und 9 m Breite bzw. 156 m Länge und 8,25 m Breite zugelassen.
Die Untere Havel-Wasserstraße von Plaue bis zur Elbe hat nur die Binnenwasserstraßenklasse III. In diesem Bereich sind nur Fahrzeuge und Verbände bis zu 67 m Länge und 8,25 m Breite zugelassen.

## Geplanter Teilausbau der Unteren Havel-Wasserstraße
Das Verkehrsprojekt Deutsche Einheit Nr. 17 sieht auf der Strecke Wolfsburg – Magdeburg – Berlin den Ausbau von 280 km Wasserweg vor. Die gesamte Strecke soll laut Projekt auf vier Meter Tiefe und je nach Uferprofil auf 42–55 m (in Kurven bis zu 72 m) Wasserspiegelbreite ausgebaggert werden. Damit soll ermöglicht werden, dass hier Schubverbände von 180 m Länge, 11,40 m Breite und 2,80 m Abladetiefe, entsprechend Binnenwasserstraßenklassifizierung Vb, fahren können.

Im Verlauf der Unteren Havel-Wasserstraße sollte deshalb der Sacrow-Paretzer Kanal an seinem Nordufer zur Verbreiterung ausgebaggert und in seiner gesamten Länge vertieft werden. Die Havel wäre von diesen Ausbaumaßnahmen im Bereich von der Einmündung des Sacrow-Paretzer Kanals bis zum Silokanal betroffen worden. Außerdem sollte die Havel im Bereich des „Deetzer Knies“ begradigt und beim „Deetzer Durchstich“ verbreitert werden. Von diesen Baumaßnahmen wurde Abstand genommen, es ist aber nach wie vor geplant, die Fahrrinne auf vier Meter zu vertiefen. Im Bereich des Sacrow-Paretzer Kanals wurde bisher das Nordufer neu befestigt und die Kanalsohle zwischen dem Schlänitzsee und der Mündung des Havelkanals teilweise ausgebaggert, geglättet und befestigt. Am Südufer haben erste Bauarbeiten begonnen. (Stand: Dezember 2015)
Für den Bereich Berlin-Spandau wurde ein gegenüber der ursprünglichen Planung reduzierter Ausbau beschlossen. Hierbei wird die Untere-Havel-Wasserstraße von km 0 bis km 4,3 ab dem Jahr 2018 vertieft und an einigen Stellen korrigiert. Statt wie ursprünglich geplant auf vier Meter, wird die Fahrrinne nun auf 3,50 m vertieft. Die voraussichtliche Bauzeit wird mit drei Jahren angegeben.
Die Untere Havel und die Potsdamer Havel sind von den direkten Baumaßnahmen nicht betroffen. Ein längerfristiger Einfluss auf diese Gewässerabschnitte der Unteren Havel-Wasserstraße ist noch nicht absehbar.
In der Region gab es Proteste gegen den Ausbau, weil es durch die Verbreiterung und Vertiefung der Havel zu unabsehbaren negativen Veränderung des Wasserhaushaltes der gesamten Region, und damit auch zu weitreichenden Folgen für die Lebewelt (Flora und Fauna), kommen kann. Wegen des vermuteten verstärkten Wasserabflusses wurde mit einer Absenkung des Wasserspiegels des Jungfernsees um zwei bis neun Zentimeter gerechnet, sodass selbst in der Landeshauptstadt Potsdam der Wasserstraßenausbau inzwischen auf Ablehnung stößt. 2010 wurden umweltrelevante Prüfungen im Rahmen des Planfeststellungsverfahrens durchgeführt. Anfang der 1990er Jahre in Auftrag gegebene Untersuchungen zur Prognose einer möglichen Ausweitung und Effizienz des Binnenfrachtschiffsverkehrs verliefen bisher negativ.

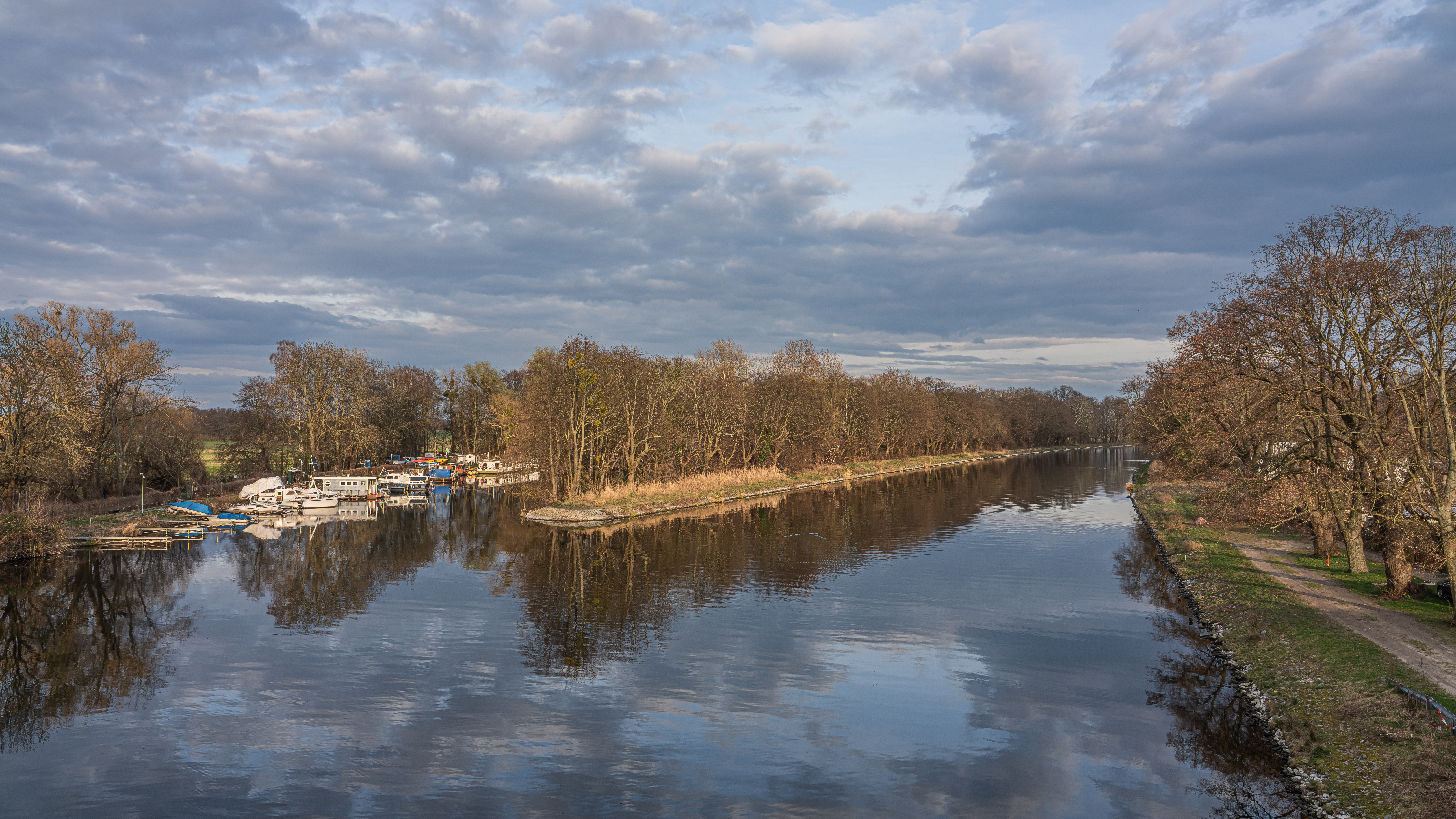
Sacrow-Paretzer Kanal
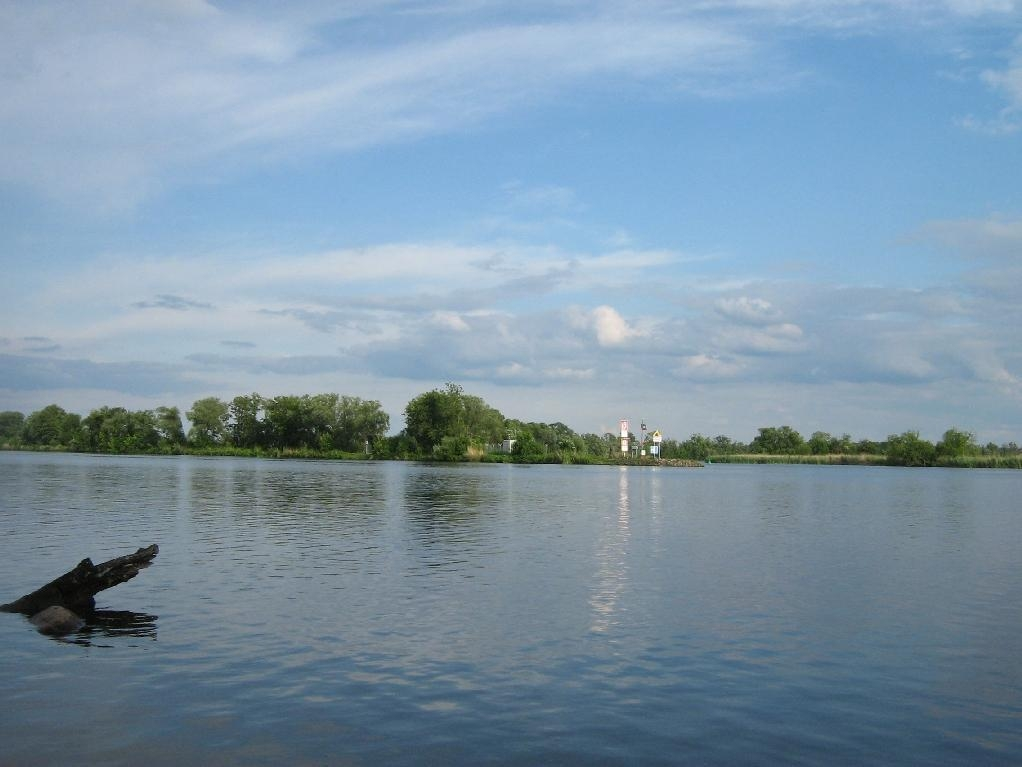
Einmündung des Sacrow-Paretzer Kanals in die Havel
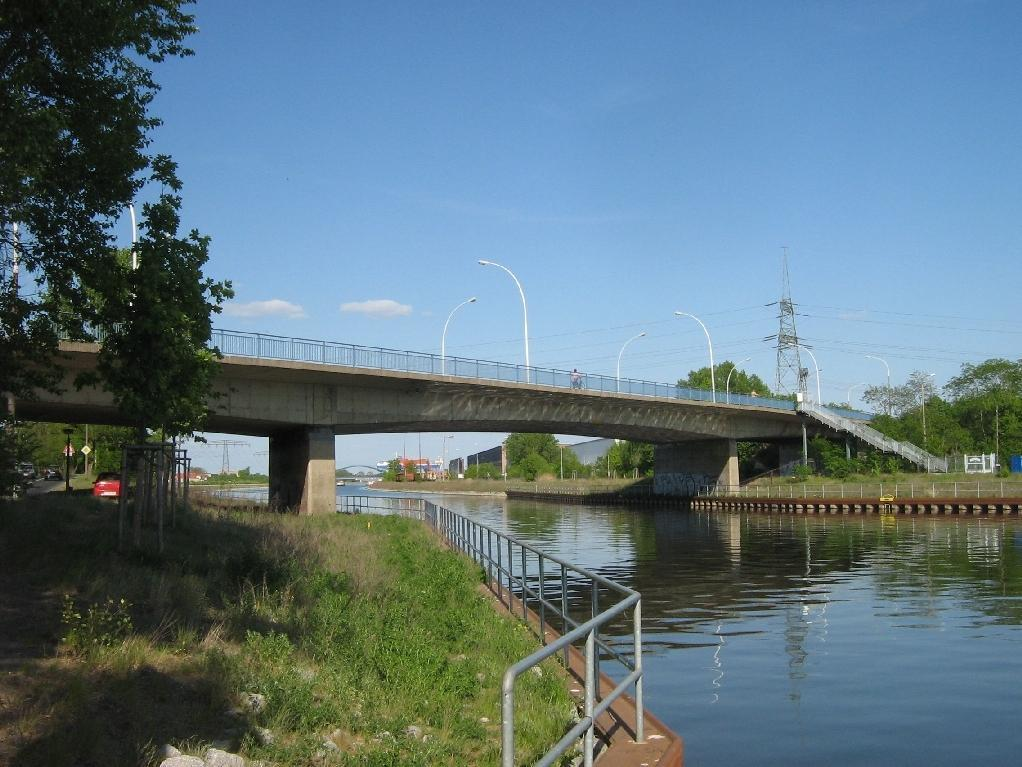
Silokanal
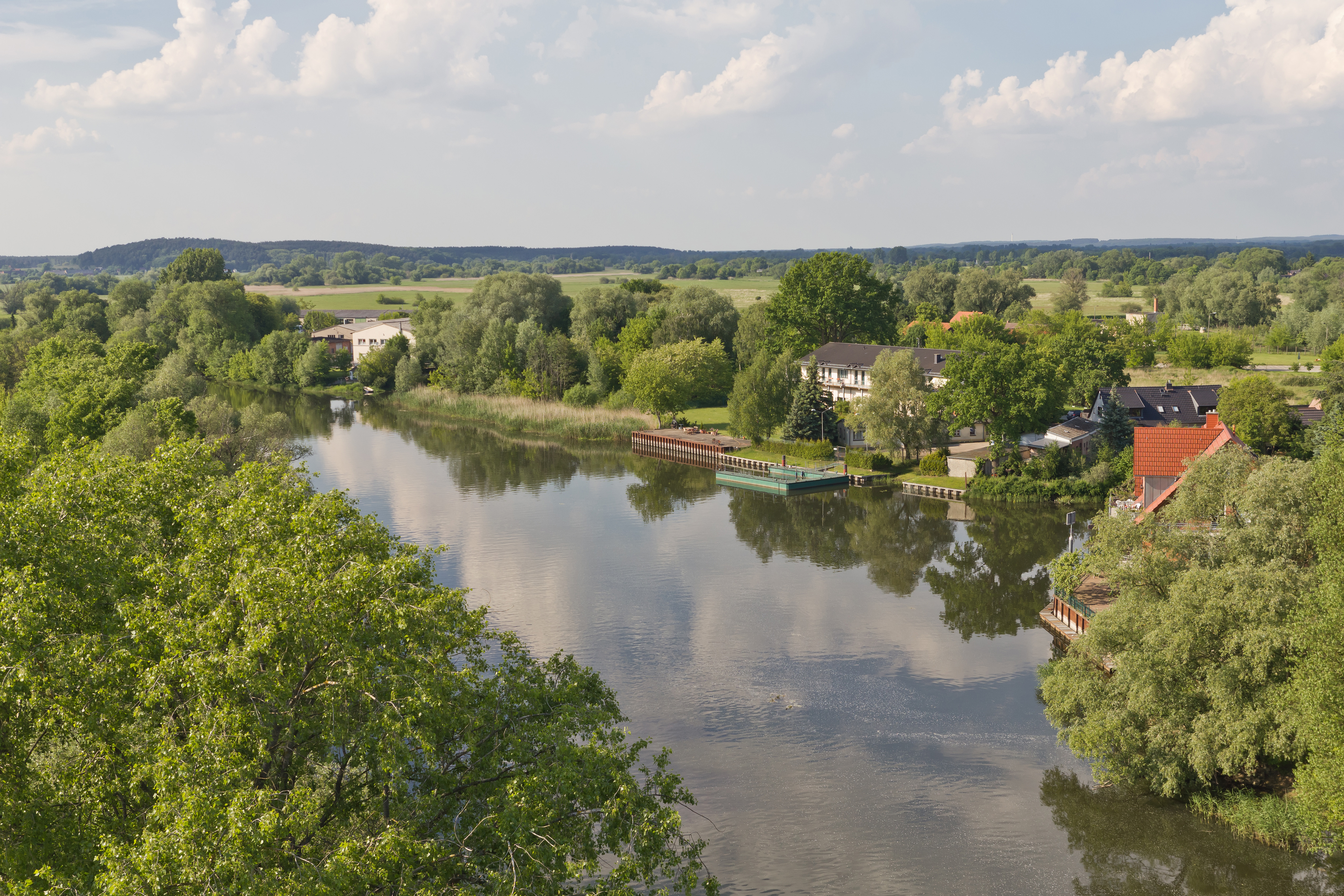
Havel in Rathenow
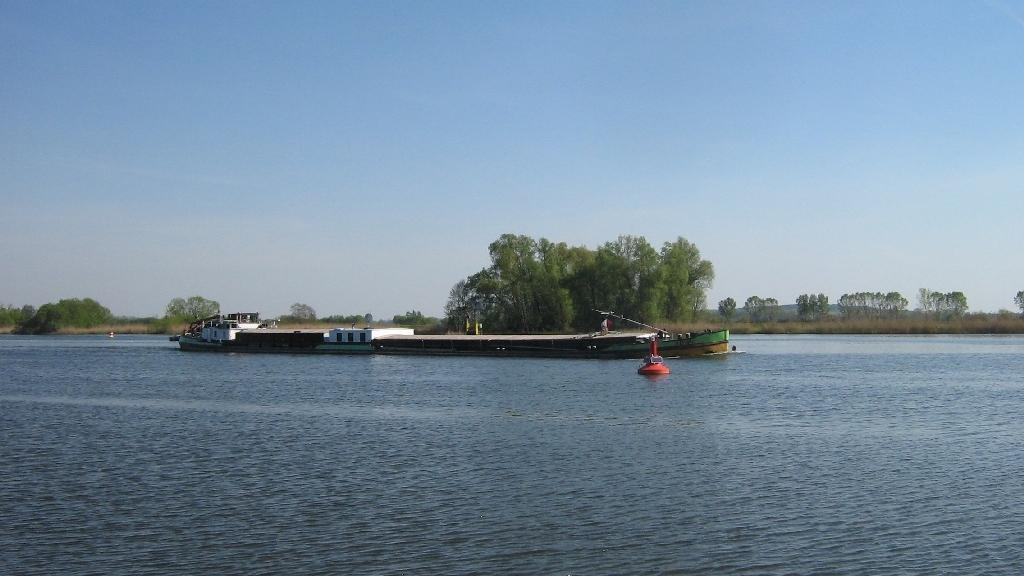
Frachtschiff auf der Havel bei Ketzin
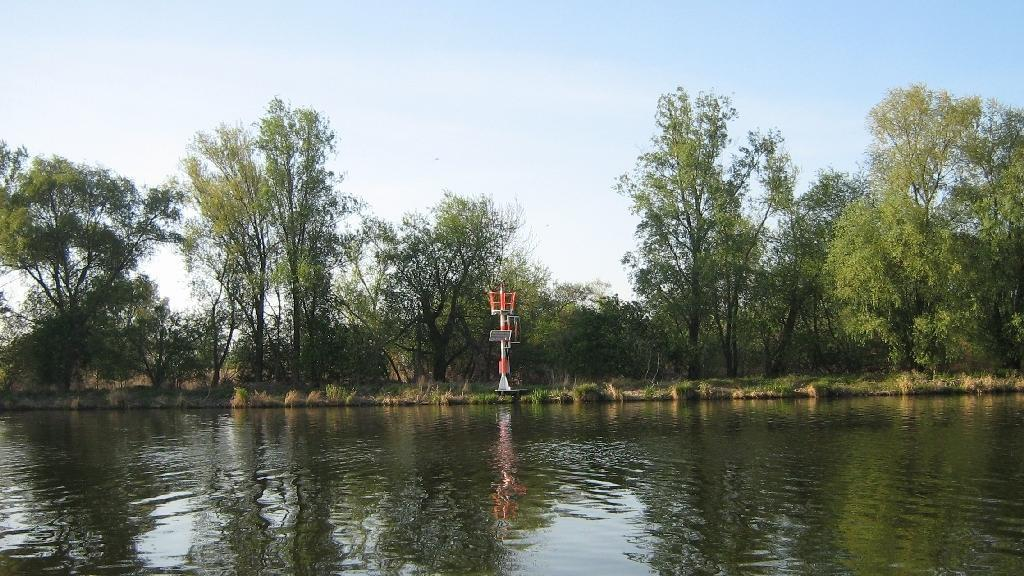
Am „Deetzer Durchstich“